# Kempstone
Kempstone – wieś w Anglii, w hrabstwie Norfolk, w dystrykcie Breckland. Leży 36 km na zachód od Norwich i 148 km na północny wschód od Londynu.
W 2001 miejscowość liczyła 18 mieszkańców.